# Sabine Wernet
Sabine Wernet (* 1. November 1951 in Schülp b. Nortorf; † 25. Juni 2011) war eine deutsche Rechtsanwältin. 1997 war sie Vizepräsidentin des Deutschen Verkehrsgerichtstages. 1999 gehörte sie als Vertreterin der Freien Berufe dem Bayerischen Senat an.

## Leben
Wernet, 1951 in Schülp geboren, besuchte zunächst das Gymnasium in Elmshorn, zog dann aber mit ihren Eltern nach Osnabrück, wo sie 1970 ihr Abitur ablegte. Im Anschluss studierte sie an den Universitäten in Freiburg i. Br. und Hamburg Jura und Kunstgeschichte. Nach dem Ersten Staatsexamen kam sie als Rechtsreferendarin nach München und Passau, nach dem Zweiten Staatsexamen erhielt sie 1979 ihre Zulassung zur Rechtsanwältin.
Sie kehrte 1980 nach München zurück und ließ sich dort mit einer eigenen Kanzlei nieder. Daneben war sie bis 1990 als wissenschaftliche Assistentin an der Akademie für Politische Bildung in Tutzing tätig, wo ihr Interesse für eine politische Tätigkeit keimte. Von 1986 begann sie sich in einer Vielzahl berufspolitischer Gremien zu engagieren. 1986 wurde sie Mitglied des Geschäftsführenden Ausschusses der Arbeitsgemeinschaft Verkehrsrecht im Deutschen Anwaltverein. Von 1992 bis 1998 gehörte sie dem Vorstand der Rechtsanwaltskammer München an. 1997 wurde sie zur Vizepräsidentin des Deutschen Verkehrsgerichtstages gewählt. Im gleichen Jahr war sie in München Mitbegründerin des ersten bayerischen Lady Lions Clubs.
Am 13. Januar 1999 wurde Wernet als Vertreterin der Freien Berufe in den Bayerischen Senat gewählt, dem sie bis zu dessen Auflösung am 31. Dezember 1999 angehörte. Im August 2001 wurde sie vom CSU-Generalsekretär Thomas Goppel als Leiterin des neu eingerichteten Büros der Partei in Berlin eingesetzt. Nach dreimonatiger Tätigkeit gab sie diesen Posten jedoch wieder auf.
Wernet trat verschiedentlich in der ZDF-Reihe Ehen vor Gericht auf.